# Залуж'є
Залу́ж'є (рос. Залужье) — селище у складі Кувандицького міського округу Оренбурзької області, Росія.

## Населення
Населення — 245 осіб (2010; 291 у 2002).
Національний склад (станом на 2002 рік):
- казахи — 57 %